# 末松謙一
末松 謙一（すえまつ けんいち、1926年（大正15年）3月2日 - 2023年（令和5年）9月14日）は、日本の経営者。
三井銀行（現：三井住友銀行）社長、さくら銀行（現：三井住友銀行）頭取・会長を歴任し、三井住友銀行名誉顧問(2003年 ｰ死去まで)。その他、公益財団法人三井文庫代表理事・理事長を務めた。
明治から大正にかけて活躍し、逓信大臣、内務大臣などを歴任した政治家・末松謙澄の大甥（謙澄の弟・凱平の孫）。

## 来歴
東京大学卒業後、1948年帝国銀行（のちの三井銀行）に入社し、1976年に取締役となる。1988年には代表取締役社長に就任した。三井銀行の社長として太陽神戸銀行頭取の松下康雄と共に両行の合併を進め、1990年太陽神戸三井銀行（後のさくら銀行）の初代頭取に就任し、1991年から1992年まで全国銀行協会連合会会長を務めた。1994年にはさくら銀行の会長となり、経団連副会長も務めた。1997年には相談役に退くが、その後も常任顧問、合併後の三井住友銀行特別顧問、名誉顧問を歴任している。このほか、三井生命（現大樹生命）の社外取締役、ソニーの社外取締役などを務めた。
2023年9月14日午後11時33分、老衰のため死去。97歳没。